# Lepechinia
Lepechinia là một chi thực vật có hoa trong họ Hoa môi (Lamiaceae).

## Hình ảnh

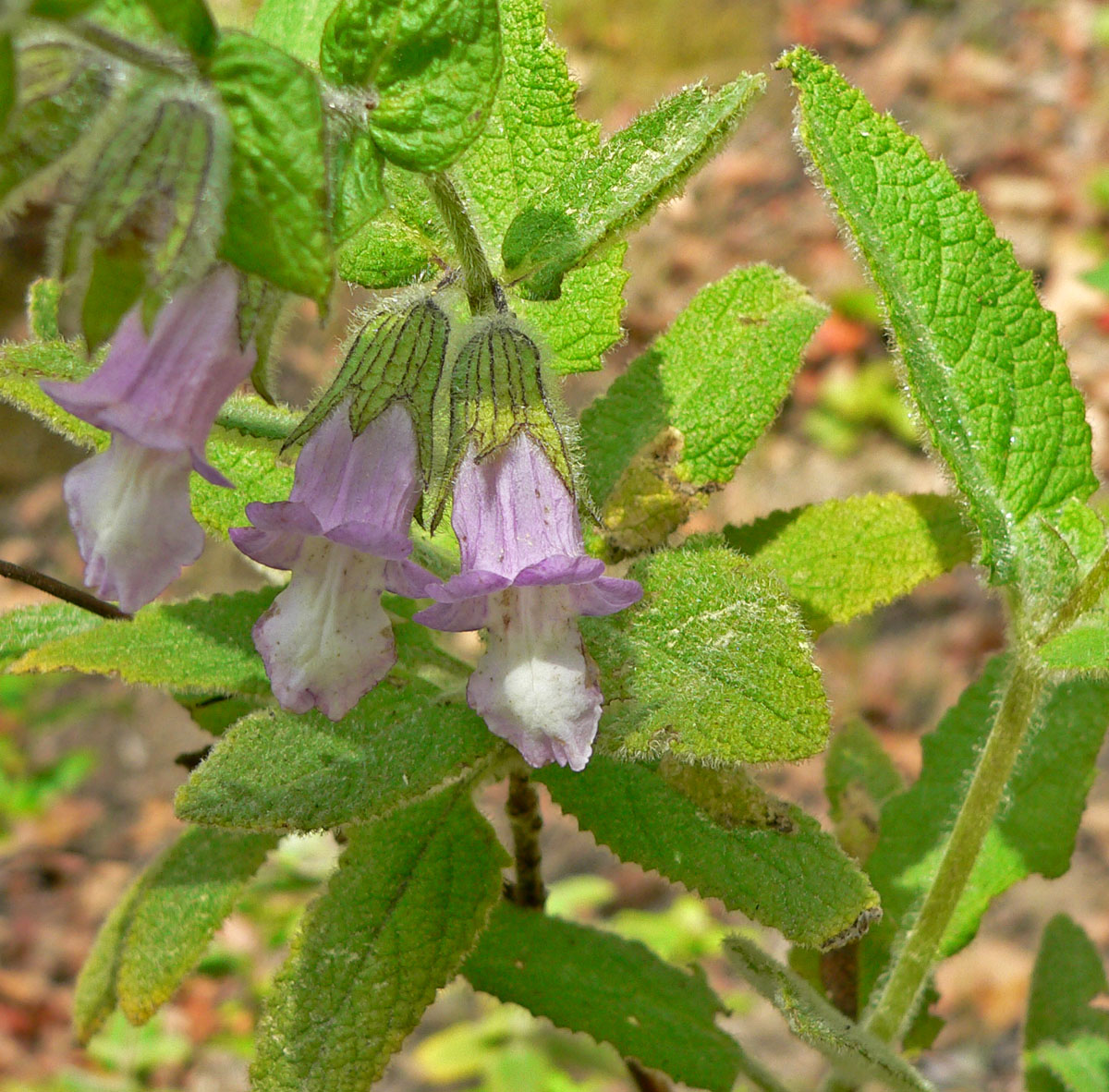

## Loài
Chi Lepechinia gồm các loài: